# 庆阳街道
庆阳街道，是中华人民共和国辽宁省辽阳市文圣区下辖的一个乡镇级行政单位。2020年4月，将原东京陵街道的稠井子、尖山子、东京陵、东光村划入庆阳街道。调整后的庆阳街道，东至稠井子村，南至唐户社区，西至东京陵村，北至尖山子村。

## 行政区划
庆阳街道下辖以下地区：
长寿社区、唐户社区、工人社区、兴旺社区、黎明社区和广场社区。
2020年4月调整后，下辖：稠井子、尖山子、东京陵、东光、朴家沟5个村;广场、黎明、工人、长寿、兴旺、唐户6个社区。